# La Révolution surréaliste
La Révolution surréaliste – francuski kwartalnik wydawany przez grupę surrealistów od 1924 roku do końca 1929 roku w Paryżu. Redaktorami trzech pierwszych numerów pisma byli Benjamin Péret i Pierre Naville.
Na jego łamach ukazały się artykuły programowe surrealizmu, manifesty, m.in.:
- Ankieta na temat miłości
- Drugi manifest surrealizmu
- List do rektorów uniwersytetów europejskich (nr 3 z 15 kwietnia 1925)
- Otworzyć więzienia, rozwiązać armię
- Pięćdziesięciolecie histerii (nr 11 z 15 marca 1928)
- Deklaracja Biura poszukiwań surrealistycznych (1925)

„La Révolution surréaliste” to także nazwa dużej wystawy twórczości surrealistów, która miała miejsce w 2002 roku w Londynie, Rio de Janeiro, Nowym Jorku i Centre Georges Pompidou w Paryżu. Jej kuratorem był Werner Spies.